# Штекель, Мойзес
Мойзес Штекель Грунберг (исп. Moisés Stekel Grunberg, род. 1 октября 1936, Сантьяго) — чилийский шахматист, национальный мастер.
Чемпион Чили 1958 г.
В составе сборной Чили участник шахматной олимпиады 1974 г.
В 1975 г. представлял Чили в зональном турнире.

## Спортивные результаты
| Год  | Город     | Соревнование                               | + | − | = | Результат | Место |
| ---- | --------- | ------------------------------------------ | - | - | - | --------- | ----- |
| 1958 |           | Чемпионат Чили                             |   |   |   |           | 1     |
| 1959 | Сантьяго  | Международный турнир                       | 2 | 7 | 3 | 3½ из 12  | 11—12 |
| 1961 | Сантьяго  | Чемпионат Чили                             | 5 | 6 | 2 | 6 из 13   | 9—10  |
| 1974 | Ницца     | XXI Олимпиада (сборная Чили, 2-й запасной) | 1 | 2 | 1 | 1½ из 4   |       |
| 1975 | Форталеза | Зональный турнир                           | 1 | 4 | 8 | 5 из 13   | 15—16 |